# The Go! Team
The Go! Team es un grupo de música inglés creado en Brighton. Tiene seis miembros (con dos baterías) y sus canciones son una mezcla de canciones de temas musicales del género acción, cantos de animadoras, guitarras y hip hop temprano, con un poco de funk de los años setenta. Sus canciones son una mezcla de instrumentación en directo y muestras de fuentes varias.

## Historia
Ian Parton concibió el proyecto después de crear música incorporando sus instrumentos preferidos, incluyendo guitarras en el estilo de Sonic Youth, cantos de algarabía y música de persecución de autos. Comenzó a hacer jams y grabó Thunder, Lightning, Strike en la cocina de sus padres.

## Thunder, Lightning, Strike
El primer álbum de The Go! Team, Thunder Lightning, Strike, se puso en venta en el Reino Unido y Europa gracias al sello disquero Memphis Industries en septiembre de 2004, y recibió los elogios de la crítica.
En junio de 2004, Ian Parton contrató un grupo para apoyar a Franz Ferdinand. El grupo en vivo se hizo una "entidad separada" a la versión original del estudio, como las interpretaciones se hicieron radicalmente distintas de las grabaciones, en particular debido a los vocales de estilo libre contrarioamente a los vocales mostrados en el álbum.
El álbum fue nominado para el Mercury Music Prize en 2005, que coincidió con la puesta en venta de la versión "legal" del álbum, fue parcialmente regrabado, reemplazando las muestras que no podrían ser autorizadas para uso comercial.
La popularidad de la banda aumentó con la puesta en venta de Ladyflash en la lista de éxitos británicos, resultando en espacio en antena nacional horario de máxima audiencia en estaciones de radio como Radio 1 y 99X (basada en Atlanta, Estados Unidos).

## Proof Of Youth

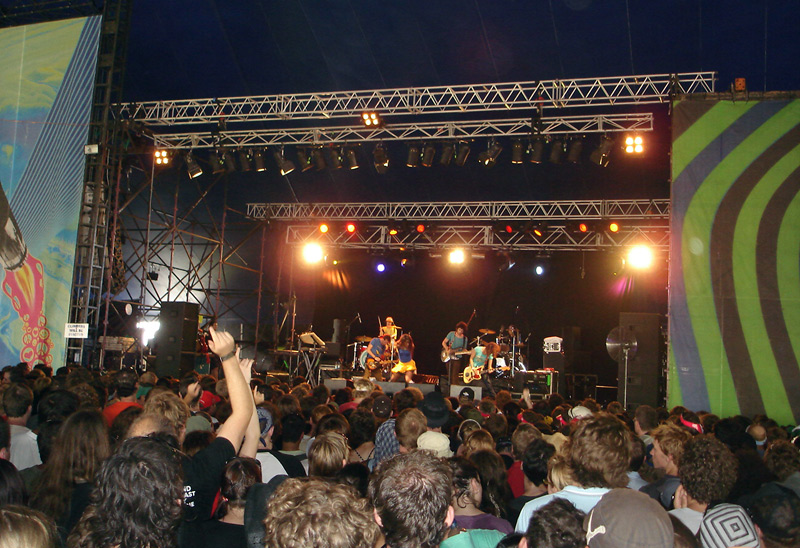
The Go! Team en el Big Day Out en Melbourne.

El 13 de mayo de 2007, The Go! Team anunció la venta de su nuevo sencillo y álbum subsiguiente en su sitio web.
El sencillo, Grip Like A Vice, fue puesto en venta el 2 de julio de 2007, y el álbum nuevo, llamado Proof of Youth, fue puesto en venta el 10 de septiembre en el Reino Unido y un día después en los Estados Unidos. El álbum nuevo continúa la mezcla de muestras, grabaciones del grupo en directa y un rango de invitados especiales, incluyendo la leyenda de hip hop Chuck D, la diva de electro Solex y la cantante de Bonde Do Role, Marina Ribatski.

## Rolling Blackouts
El 14 de octubre de 2010, The Go! Team anuncio T.O.R.N.A.D.O, el primer sencillo de su tercer álbum Rolling Blackouts, disco con fecha de lanzamiento para el 31 de enero de 2011.
El 28 de octubre se dio a conocer la lista de canciones para su tercera producción:
1. T.O.R.N.A.D.O.
2. Secretary Song
3. Apollo Throwdown
4. Ready to Go Steady
5. Bust-Out Brigade
6. Buy Nothing Day
7. Super Triangle
8. Voice Yr Choice
9. Yosemite Theme
10. The Running Range
11. Lazy Poltergeist
12. Rolling Blackouts
13. Back Like

## Miembros
- Ian Parton - guitarra eléctrica, armónica y baterías.
- Sam Dook - guitarra eléctrica, banjo y baterías.
- Chi Fukami Taylor - baterías y vocales.
- Kaori Tsuchida - vocales, guitarra eléctrica, teclado, and melódica (reemplazó Silke Steidinger en otoño de 2006).
- Jamie Bell - bajo.
- Ninja - cantante de rap/vocalista.

## Discografía

### Álbumes
- Thunder Lightning, Strike (2004) #48 Reino Unido
- Proof of Youth (2007) #21 UK, #142 US, #1 Reino Unido "Indie"
- Rolling Blackouts (2011)
- The Scene Between (2015)
- SEMICIRCLE (2018)
- Get up Sequences Part One (2021)
- Get up Sequences Part Two (2023)

### Singles
- Junior Kickstart 7", 12" y sencillo (2003)
- The Power Is On 12" sencillo (2004)
- Ladyflash" 7 y sencillo (2004) #68 Reino Unido
- Bottle Rocket 7" y sencillo (2005) #64 Reino Unido
- Ladyflash (segundo puesto en venta) 7" y sencillo (2006) #26 Reino Unido
- Grip Like a Vice Sencillo (2007) #57 Reino Unido
- Doing It Right Sencillo (2007) #55 Reino Unido, #3 Reino Unido "Indie"
- The Wrath of Marcie Sencillo (19 de nov de 2007)

### EP
- Get It Together 7" EP (2000)
- Are You Ready for More? (EP del viaje australiana) (2005)
- Audio Assault Course (Sesiones de la Radio de Colegio) (2006)
- Step and Repeat (EP de 8 canciones) (2006)

## Figura en
- Public Service Broadcast #3 (2004) (álbum de compilación)
- Help: A Day in the Life (2005) (álbum de compilación)
- Get It Together figura en los demos de video para y el videojuego sí mismo LittleBigPlanet y LittleBigPlanet 2 (feb de 2008)
- Huddle Formation figura en la película del skiing The Teddybear Crisis
- The Power is On figura en el videojuego 2006 FIFA World Cup
- Huddle Formation y Junior Kickstart figuran en episodios de la drama británica Waterloo Road
- Huddle Formation figura como canción principal en el videojuego de tenis Top Spin 3, desarrollado por PAM Development y publicado por 2k Sports. El juego salió a la venta el 20 de junio de 2008.
- Huddle Formation figura en un episodio de la serie juvenil Friday Night Lights, concretamente en el episodio 15 de la primera temporada, titulado Anteojeras, durante el partido de fútbol americano femenino.